# Phalaenopsis bastianii
Phalaenopsis bastianii ist eine Art aus der Gattung Phalaenopsis innerhalb der Familie der Orchideen (Orchidaceae). 

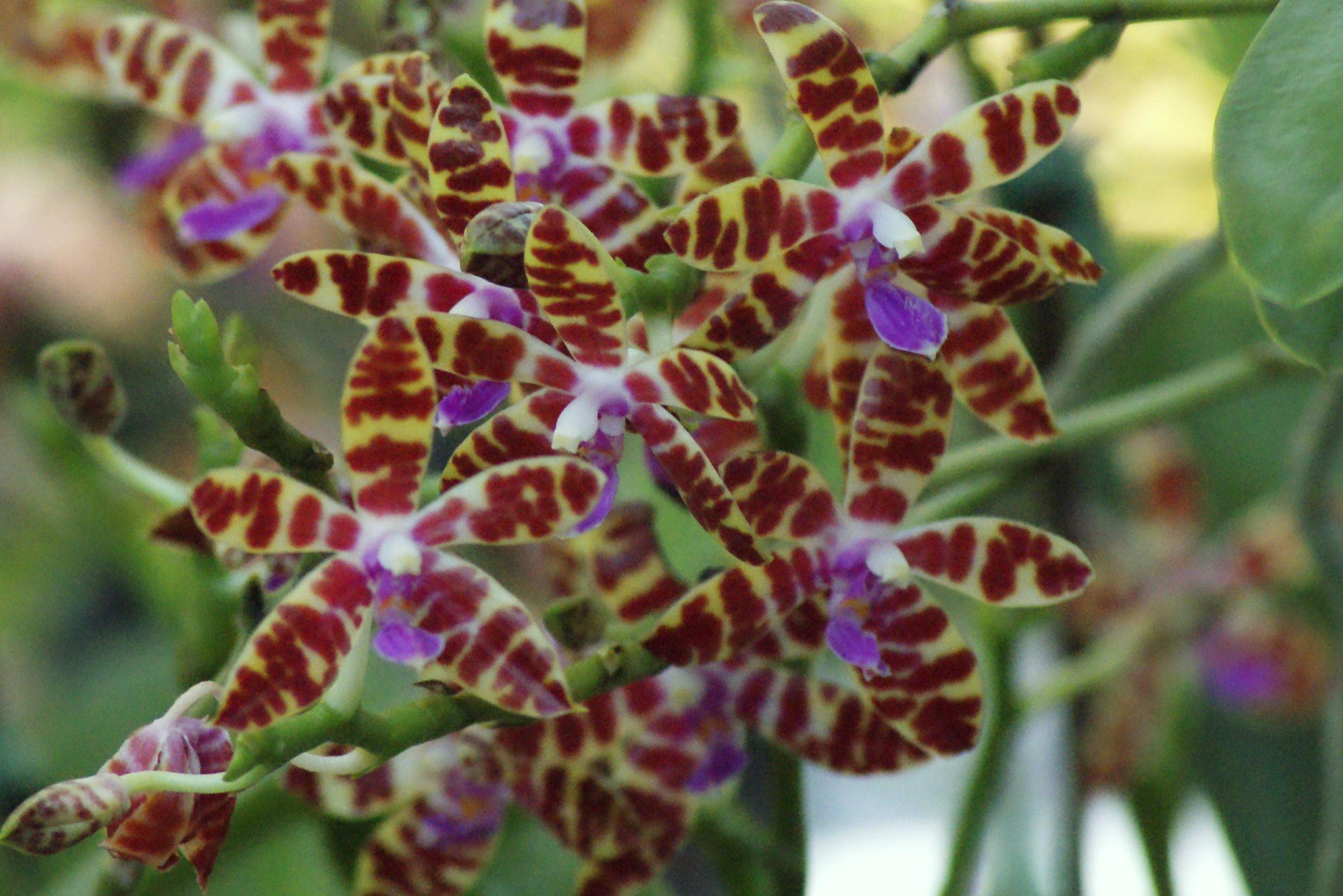
Blüten

## Beschreibung

### Vegetative Merkmale
Phalaenopsis bastianii ist eine monopodial wachsende Orchidee, die überwiegend epiphytisch wächst. Oft bilden sich Kindel an den Pflanzen. Sie besitzt etwa 20 cm lange und 6 cm breite, elliptische, grün-gelbe Laubblätter. 

### Generative Merkmale
Die aufrecht wachsenden Blütenstände werden etwa 20 cm lang und verzweigen sich recht häufig.
Die Blüte verströmt keinen Duft. Die zwittrigen, zygomorphen Blüten sind etwa 4 cm groß. Die Blütenhüllblätter weisen eine grün-gelbe bis hellgelbe Grundfarbe auf und sind mit dunkelroten Streifen überzogen. Die Blüten sind in der Mitte violett gefärbt, ebenso die mit einigen Härchen bedeckte Lippe. Die Säule ist im Bereich der Antherenkappe weiß. Nach der Bestäubung bilden sich die Blütenhüllblätter zurück und werden grün (Blütenmetamorphose). 
Es entwickelt sich eine grüne, 6 bis 7 cm lange Kapselfrucht. 

## Vorkommen
Exemplare von Phalaenopsis bastianii sind in Höhenlagen von bis zu 500 Metern auf den Philippinen gefunden worden. 

## Systematik und botanische Geschichte
Pflanzenexemplare dieser Art wurden 1980 in einer Charge nach Europa gebracht, die man zuerst für Phalaenopsis mariae hielt. 
1991 wurde Phalaenopsis bastianii von Olaf Gruss (* 1948) und Lutz Roellke in Die Orchidee (Hamburg) Band 42 Teil 2, Seite 76 erstbeschrieben. Das Artepitheton bastianii ehrt den Sohn Bastian Roellke des botanischen Co-Autors dieser Art, Lutz Roellke.
Beschrieben worden ist eine Form Phalaenopsis bastianii f. flava im Orchideenatlas 1991 von Olaf Gruss und Lutz Roellke. Von den Botanikern des Royal Botanic Gardens (Kew), London, wird sie als Synonym von Phalaenopsis bastianii betrachtet.

## Ähnlichkeit zu anderen Arten
Phalaenopsis bastianii kann aufgrund großer morphologischer Ähnlichkeit mit Phalaenopsis maculata und Phalaenopsis mariae verwechselt werden. Dabei sind Unterschiede zu Phalaenopsis mariae deutlich schwieriger festzumachen. Eric Alston Christenson schreibt von drei wesentlichen Unterscheidungsmerkmalen:
- ein aufrechter Blütenstand bei Phalaenopsis bastianii, bei Phalaenopsis mariae ein herabhängender
- weniger Trichome auf dem Mittellappen der Lippe bei Phalaenopsis bastianii
- weniger Blüten bei Phalaenopsis bastianii